# Eduardo Manzano
Eduardo Eugenio Manzano Balderas (Ciudad de México, 18 de julio de 1938) conocido como Eduardo Manzano, es un actor y comediante mexicano. Es conocido por haber sido parte del dúo cómico de Los Polivoces, junto a Enrique Cuenca,y por interpretar al personaje de Arnoldo López, en la serie Una familia de diez (2007).

## Biografía y carrera
Durante la década de los sesenta y setenta se caracterizó por ser ícono de la comedia mexicana, junto a Enrique Cuenca formó la pareja cómica Los Polivoces, cuyo programa del mismo nombre fue muy popular en la televisión mexicana, siendo tiempo después transmitido en toda Latinoamérica. Entre sus populares personajes se encuentran el comandante Agallón Mafafas, Gordolfo Gelatino, Don Teofilito y el "Wash and Wear". Junto a Lourdes Martínez, primera voz del trío Los Impala, tienen tres  hijos, Mariela Manzano Martínez, Ariel Manzano Martínez, y Eduardo Manzano Martínez, Eduardo y Ariel al igual que su padre se dedican al humorismo, realizando imitaciones de personalidades locales de la televisión, además de caracterizar por un tiempo a personajes de su padre.
En 1970 Eduardo Manzano realizó una producción cinematográfica junto al comediante Roberto Gómez Bolaños, en la comedia ¡Ahí madre!.
Tras su separación de Cuenca a mediados de los setenta, el actor estelarizó su propio programa de televisión, El Show de Eduardo II, transmitido de 1976 a 1981.  
A mediados de la década de los noventa, Manzano participó junto a otros famosos y en representación de diversas instituciones de beneficencia en la edición mexicana del popular programa de concursos La Rueda de la Fortuna, conducido por Laura Flores. 
El 22 de agosto de 1998, Manzano es herido de bala tras intentar detener un asalto en un restaurante de la Ciudad de México, trascendiendo que el actor portaba un arma 9 milímetros con la que defendió a su esposa y a él mismo. A pesar de la gravedad de sus lesiones, el comediante se recuperó satisfactoriamente y continuó su carrera.
En 2007 el actor cómico tuvo otro gran éxito con la serie Una familia de diez, producida por Jorge Ortiz de Pinedo, en donde interpreta al abuelo Arnoldo López Conejo. En esta serie, Eduardo ha hecho referencias a varias series en donde trabajó, tales como sus personajes de Gordolfo Gelatino, Doña Paz, etc.
En 2009, Manzano intervino en el programa Hazme reír y serás millonario como integrante del Equipo 5, actuando en sketches y nuevamente interpretando a sus personajes clásicos como el comandante Agallón Mafafas.

## Filmografía
- Bola de locos (2023) ... El Sopas[6]
- Médicos, línea de vida (2020) .... Jacobo
- Marcianos vs. mexicanos (2018) .... Don Calcáneo (voz)
- El bienamado (2017) .... Don Arcadio Mendoza
- Como dice el dicho (2015-2016)
- La Hija de Moctezuma (2014) .... Xocoyote
- El crimen del Cácaro Gumaro (2014) Toribio Mújica
- Estrella2 (2014) ....Invitado
- En el último trago (2014) ....Benito
- Un refugio para el amor (2012)
- La Pastorela (2011) ....Obispo
- Méteme gol (2011)
- La Rosa de Guadalupe (2009) - Operación Skato (Eduardo ll) "Tito"
- Hazme reír y serás millonario (2009)
- Amar (2009) .... Enrique
- Alma de hierro (2008-2009) .... Alfredo Camargo
- Volverte a ver (2008).... Dr. Bauer
- Una familia de diez (2007-presente): Arnoldo López Conejo "El Abuelo Arnoldo"
- Club eutanasia (2005) .... Artemio
- La Vida en risa (1994) TV series
- Yo hice a Roque III (1993) (como Eduardo Manzano 'El Polivoz')
- Escuela para brujas (1990)
- Los Polivoces 88(1988)
- Eduardo Segundo (1976)
- Somos del otro Laredo (1975)
- Entre pobretones y ricachones (1973) .... El Wash & Wear/El Zopilote Vengador
- Hijazo de mi vidaza (1971) .... Gordolfo Gelatino/Varios personajes
- Los Polivoces/El Show de Los Polivoces (1970-1976) TV series .... Gordolfo Gelatino/Chon/Hermano Lelo/Agallón Mafafas/Don Teofilito/El 'Wash 'n wear'/Varios Roles
- ¡Ahí madre! (1970) (como Los Polivoces) .... Gordolfo Gelatino
- El aviso inoportuno (1968)
- Tres mil kilómetros de amor (1967)
- Agarrando parejo (1964) (como Los Polivoces)
- La Farmacia de Televicuento (1962) TV series
- Sonrisas Colgate (1962) TV series
- Tiempos y contrastes (1961) TV series
- La Hora del Imitador (1959) Participante

## Nominaciones

### Premios Diosas de Plata
| Año  | Categoría   | Película             | Resultado |
| ---- | ----------- | -------------------- | --------- |
| 2015 | Mejor actor | La hija de Moctezuma | Nominado  |